# 新塘抗日联防区旧址
新塘抗日联防区旧址，位于中国广东省湛江市廉江市新民镇新塘村，为湛江市廉江市的一个市级文物保护单位，类型为近现代重要史迹及代表性建筑，公布时间为1981年11月12日。
新塘抗日联防区旧址的历史年代为抗日战争时期。